# Feyenoord in het seizoen 2002/03
Hier staan alle statistieken van Feyenoord tijdens het seizoen 2002/03.

## Wedstrijden

### Holland Casino Eredivisie
| Datum      | Thuis         | Uitslag | Uit           | Doelpuntenmakers Feyenoord | Bijzonderheden                                                                     |
| ---------- | ------------- | ------- | ------------- | --- | ---------------------------------------------------------------------------------- |
| 18-08-2002 | Feyenoord     | 2 - 0   | N.E.C.        | 1-0 77' B. Kalou Van Persie 2-0 82' Emerton B. Kalou |                                                                                    |
| 24-08-2002 | Roda JC       | 2 - 2   | Feyenoord     | 0-1 12' Paauwe 1-2 81' Van Hooijdonk |                                                                                    |
| 10-09-2002 | Feyenoord     | 4 - 1   | Excelsior     | 1-0 12' (pen.) Van Hooijdonk 2-0 14' Van Hooijdonk 3-1 53' Pardo Buffel 4-1 90' Bombarda                                                                   |                                                                                    |
| 14-09-2002 | FC Twente     | 1 - 5   | Feyenoord     | 0-1 24' Ono Song 1-2 40' Buffel Emerton 1-3 46' Ono Bosvelt 1-4 67' Van Hooijdonk Song 1-5 75' Buffel Ono                                                  |                                                                                    |
| 21-09-2002 | Feyenoord     | 2 - 0   | De Graafschap | 1-0 5' Van Hooijdonk Emerton 2-0 58' Buffel |                                                                                    |
| 28-09-2002 | RBC           | 4 - 2   | Feyenoord     | 0-1 28' Buffel Emerton 3-2 74' Van Hooijdonk |                                                                                    |
| 06-10-2002 | Feyenoord     | 1 - 2   | Ajax          | 1-2 56' Van Hooijdonk B. Kalou |                                                                                    |
| 19-10-2002 | Vitesse       | 1 - 1   | Feyenoord     | 1-1 56' Buffel B. Kalou |                                                                                    |
| 26-10-2002 | Feyenoord     | 5 - 1   | Willem II *   | 1-0 14' Bosvelt 2-1 45' B. Kalou Buffel 3-1 47' Lurling B. Kalou 4-1 51' Song Lurling 5-1 64' Lurling                                                      | * Speelde de wedstrijd uit met 10 spelers (± 37 min.)                              |
| 03-11-2002 | FC Groningen  | 0 - 2   | Feyenoord     | 0-1 49' Buffel Song 0-2 62' Ono Emerton |                                                                                    |
| 10-11-2002 | Feyenoord     | 2 - 0   | FC Zwolle     | 1-0 65' (pen.) Ono 2-0 67' Bombarda Ono |                                                                                    |
| 17-11-2002 | PSV           | 1 - 2   | Feyenoord     | 0-1 28' Ono Buffel 0-2 42' Buffel Bombarda |                                                                                    |
| 23-11-2002 | RKC Waalwijk  | 1 - 0   | Feyenoord     | |                                                                                    |
| 01-12-2002 | Feyenoord     | 2 - 1   | FC Utrecht    | 1-0 32' Emerton Bombarda 2-1 89' Bosvelt Buffel |                                                                                    |
| 07-12-2002 | sc Heerenveen | 3 - 1   | Feyenoord     | 0-1 55' Buffel Bosvelt |                                                                                    |
| 15-12-2002 | Feyenoord     | 6 - 1   | AZ            | 1-0 2' Ono Pardo 2-0 17' Van Hooijdonk Emerton 3-0 27' Pardo Buffel 4-0 62' Van Hooijdonk 5-1 85' Ono Van Wonderen 6-1 89' Bombarda Lurling                |                                                                                    |
| 22-12-2002 | NAC Breda     | 1 - 1   | Feyenoord     | 0-1 5' Pardo Buffel |                                                                                    |
| 02-02-2003 | Feyenoord     | 4 - 2   | FC Twente     | 1-0 9' B. Kalou Van Hooijdonk 2-1 66' B. Kalou 3-1 68' Buffel Van Hooijdonk 4-2 85' Van Persie                                                             |                                                                                    |
| 09-02-2003 | Ajax          | 1 - 1   | Feyenoord     | 1-1 45' Van Persie G. de Nooijer |                                                                                    |
| 15-02-2003 | AZ            | 1 - 4   | Feyenoord     | 0-1 12' Van Persie 0-2 15' Van Hooijdonk Emerton 0-3 18' B. Kalou Van Hooijdonk 0-4 30' Van Hooijdonk                                                      |                                                                                    |
| 23-02-2003 | Feyenoord     | 4 - 1   | FC Groningen  | 1-0 32' Van Hooijdonk Ono 2-0 35' Van Hooijdonk B. Kalou 3-0 39' Emerton Ono 4-0 55' Buffel B. Kalou                                                       |                                                                                    |
| 02-03-2003 | Feyenoord     | 2 - 1 * | NAC Breda     | 1-1 16' Buffel Paauwe 2-1 85' Van Hooijdonk | * In de 52' werd scheidsrechter Temmink vervangen door 4de official P. van Dongen. |
| 08-03-2003 | Excelsior     | 2 - 6   | Feyenoord     | 0-1 13' Van Persie Van Hooijdonk 0-2 25' Buffel B. Kalou 1-3 35' Van Hooijdonk 1-4 49' B. Kalou Buffel 2-5 88' Buffel Lurling 2-6 90' (pen.) Van Hooijdonk |                                                                                    |
| 16-03-2003 | N.E.C. *      | 1 - 2   | Feyenoord     | 1-1 35' Van Hooijdonk Bosvelt 1-2 87' Van Hooijdonk | * 50' (pen.) Wielaert (N.E.C.)                                                     |
| 22-03-2003 | Feyenoord     | 5 - 0   | sc Heerenveen | 1-0 10' Buffel B. Kalou 2-0 49' Van Persie Buffel 3-0 58' Van Hooijdonk 4-0 61' Van Hooijdonk Buffel 5-0 67' (pen.) Van Hooijdonk                          |                                                                                    |
| 05-04-2003 | De Graafschap | 3 - 4   | Feyenoord     | 0-1 24' Van Persie Bosvelt 0-2 40' Buffel 3-3 77' B. Kalou 3-4 84' (pen.) Van Hooijdonk                                                                    | .', 56' Buffel 59' G. de Nooijer                                                   |
| 12-04-2003 | Feyenoord     | 2 - 1   | Vitesse       | 1-0 19' Van Persie Emerton 2-1 90' Lurling Loovens |                                                                                    |
| 20-04-2003 | FC Zwolle     | 1 - 3   | Feyenoord     | 0-1 6' Buffel Van Hooijdonk 0-2 14' Van Hooijdonk Emerton 1-3 90' Van Hooijdonk Buffel                                                                     |                                                                                    |
| 27-04-2003 | Feyenoord     | 1 - 0   | RBC           | 1-0 90' Paauwe Van Wonderen |                                                                                    |
| 04-05-2003 | FC Utrecht    | 1 - 2   | Feyenoord     | 0-1 3' Van Persie 1-2 71' Buffel Loovens | 23' Van Persie                                                                     |
| 11-05-2003 | Feyenoord     | 2 - 1   | RKC Waalwijk  | 1-1 38' B. Kalou Bosvelt 2-1 78' Van Hooijdonk |                                                                                    |
| 18-05-2003 | Feyenoord     | 3 - 1   | PSV           | 1-0 33' (pen.) Van Hooijdonk 2-0 45' Van Hooijdonk B. Kalou 3-1 65' (pen.) Van Hooijdonk                                                                   |                                                                                    |
| 22-05-2003 | Willem II     | 1 - 1   | Feyenoord     | 1-1 74' B. Kalou Bombarda |                                                                                    |
| 29-05-2003 | Feyenoord     | 3 - 1   | Roda JC       | 1-0 26' B. Kalou Bosvelt 2-0 38' (e.d.) Filipović 3-1 77' Buffel Lurling                                                                                   |                                                                                    |

### Amstel Cup

#### Achtste finale
De clubs die europees voetbal spelen stromen tijdens de achtste finale van het toernooi in.
| Datum      | Thuis     | Uitslag | Uit   | Doelpuntenmakers Feyenoord                                                                                     | Bijzonderheden |
| ---------- | --------- | ------- | ----- | --- | -------------- |
| 05-02-2003 | Feyenoord | 6 - 1   | AGOVV | 1-0 42' Lurling 2-0 45' Van Persie 3-0 47' Van Persie 4-0 54' Van Persie 5-0 61' Van Persie 6-0 64' Van Persie |                |

#### Kwartfinale
| Datum      | Thuis     | Uitslag | Uit     | Doelpuntenmakers Feyenoord                            | Bijzonderheden |
| ---------- | --------- | ------- | ------- | ----------------------------------------------------- | -------------- |
| 05-03-2003 | Feyenoord | 3 - 1   | Vitesse | 1-0 2' B. Kalou 2-1 59' Van Persie 3-1 64' Van Persie |                |

#### Halve finale
| Datum      | Thuis     | Uitslag | Uit  | Doelpuntenmakers Feyenoord | Bijzonderheden    |
| ---------- | --------- | ------- | ---- | -------------------------- | ----------------- |
| 16-04-2003 | Feyenoord | 1 - 0   | Ajax | 1-0 53' Bosvelt            | 86' Van Hooijdonk |

#### Finale
| Zondag 1 juni 2003 18:00 uur, KNVB beker Finale                                                                                             | FC Utrecht *                                      | 4-1 (1-0) | Feyenoord ** | Opstelling FC Utrecht * | Opstelling Feyenoord ** |  |
| Stadion: De Kuip, Rotterdam Toeschouwers: 45.000 Scheidsrechter: Bossen                                                                     | 6. De Jong 39' 9. Gluščević 49', 57' 14. Kuyt 81' |           | 72' 7. Kalou | 1. Wapenaar , 2. Vreven, 4. Zwaanswijk, 17. Schut, 15. Shew-Atjon, 10. Tanghe, 6. De Jong 36' 70' ( 3. Zuidam), 5. Bosschaart, 14. Kuyt, 9. Gluščević 73' ( 19. Jochemsen), 11. Van den Bergh 84' ( 7. Chaiat) | 20. Lodewijks, 24. Song, 26. De Nooijer 62' ( 15. Bombarda), 17. Paauwe, 27. Loovens, 7. Kalou, 6. Bosvelt 76', 23. Emerton 35', 22. Van Persie 59' ( 10 Lurling), 19. Buffel 77' ( 25. Pardo), 9. Van Hooijdonk 83' |  |
| Stadion: De Kuip, Rotterdam Toeschouwers: 45.000 Scheidsrechter: Bossen                                                                     |                                                   |           |              | 1. Wapenaar , 2. Vreven, 4. Zwaanswijk, 17. Schut, 15. Shew-Atjon, 10. Tanghe, 6. De Jong 36' 70' ( 3. Zuidam), 5. Bosschaart, 14. Kuyt, 9. Gluščević 73' ( 19. Jochemsen), 11. Van den Bergh 84' ( 7. Chaiat) | 20. Lodewijks, 24. Song, 26. De Nooijer 62' ( 15. Bombarda), 17. Paauwe, 27. Loovens, 7. Kalou, 6. Bosvelt 76', 23. Emerton 35', 22. Van Persie 59' ( 10 Lurling), 19. Buffel 77' ( 25. Pardo), 9. Van Hooijdonk 83' |  |
| Stadion: De Kuip, Rotterdam Toeschouwers: 45.000 Scheidsrechter: Bossen                                                                     |                                                   |           |              | 1. Wapenaar , 2. Vreven, 4. Zwaanswijk, 17. Schut, 15. Shew-Atjon, 10. Tanghe, 6. De Jong 36' 70' ( 3. Zuidam), 5. Bosschaart, 14. Kuyt, 9. Gluščević 73' ( 19. Jochemsen), 11. Van den Bergh 84' ( 7. Chaiat) | 20. Lodewijks, 24. Song, 26. De Nooijer 62' ( 15. Bombarda), 17. Paauwe, 27. Loovens, 7. Kalou, 6. Bosvelt 76', 23. Emerton 35', 22. Van Persie 59' ( 10 Lurling), 19. Buffel 77' ( 25. Pardo), 9. Van Hooijdonk 83' |  |
| Bijz.: * Winnaar ** Niemand nam in de 76e minuut de aanvoerdersband over van Bosvelt. Feyenoord speelde de wedstrijd uit zonder aanvoerder. |                                                   |           |              | | |  |

### Europees

#### UEFA Super Cup
| Vrijdag 30 augustus 2002                                       | Real Madrid *                                            | 3-1 (2-0) | Feyenoord            | Opstelling Real Madrid * | Opstelling Feyenoord |  |
| Stadion: Stade Louis II, Monaco Toeschouwers: 18.284 H. Dallas | 17. Paauwe 15' (e.d.) 3. Roberto Carlos 21' 14. Guti 60' |           | 56' 9. Van Hooijdonk | 1. Casillas, 2. Salgado, 6. Helguera, 4. Hierro , 3. Roberto Carlos, 10. Figo, 24. Makélélé, 5. Zidane 86' ( 21. Solari), 19. Cambiasso 88' ( 22. Pavón), 14. Guti 71' ( 18. Portillo), 7. Raúl | 1. Zoetebier, 2. Gyan 72' ( 19. Buffel), 8. Van Wonderen, 17. Paauwe, 3. Rzasa, 7. B. Kalou, 6. Bosvelt , 14. Ono, 23. Emerton, 10 Lurling , 9. Van Hooijdonk |  |
| Stadion: Stade Louis II, Monaco Toeschouwers: 18.284 H. Dallas |                                                          |           |                      | 1. Casillas, 2. Salgado, 6. Helguera, 4. Hierro , 3. Roberto Carlos, 10. Figo, 24. Makélélé, 5. Zidane 86' ( 21. Solari), 19. Cambiasso 88' ( 22. Pavón), 14. Guti 71' ( 18. Portillo), 7. Raúl | 1. Zoetebier, 2. Gyan 72' ( 19. Buffel), 8. Van Wonderen, 17. Paauwe, 3. Rzasa, 7. B. Kalou, 6. Bosvelt , 14. Ono, 23. Emerton, 10 Lurling , 9. Van Hooijdonk |  |
| Stadion: Stade Louis II, Monaco Toeschouwers: 18.284 H. Dallas |                                                          |           |                      | 1. Casillas, 2. Salgado, 6. Helguera, 4. Hierro , 3. Roberto Carlos, 10. Figo, 24. Makélélé, 5. Zidane 86' ( 21. Solari), 19. Cambiasso 88' ( 22. Pavón), 14. Guti 71' ( 18. Portillo), 7. Raúl | 1. Zoetebier, 2. Gyan 72' ( 19. Buffel), 8. Van Wonderen, 17. Paauwe, 3. Rzasa, 7. B. Kalou, 6. Bosvelt , 14. Ono, 23. Emerton, 10 Lurling , 9. Van Hooijdonk |  |
| Bijz.: * Winnaar                                               |                                                          |           |                      | | |  |

#### UEFA Champions League

##### Derde voorronde
| Datum      | Thuis         | Uitslag | Uit         | Doelpuntenmakers Feyenoord | Bijzonderheden |
| ---------- | ------------- | ------- | ----------- | -------------------------- | -------------- |
| 13-08-2002 | Feyenoord     | 1 - 0   | Fenerbahçe  | 1-0 65' Ono                |                |
| 27-08-2002 | Fenerbahçe ++ | 0 - 2   | Feyenoord + | 0-1 49' Ono 0-2 89' Buffel |                |

+ Geplaatst voor hoofdtoernooi
++ Geplaatst voor UEFA Cup

##### Eerste groepsfase (Groep E)
| Datum      | Thuis            | Uitslag | Uit              | Doelpuntenmakers Feyenoord       | Bijzonderheden |
| ---------- | ---------------- | ------- | ---------------- | -------------------------------- | -------------- |
| 18-09-2002 | Feyenoord        | 1 - 1   | Juventus         | 1-1 75' Van Hooijdonk            |                |
| 24-09-2002 | Newcastle United | 0 - 1   | Feyenoord        | 0-1 4' Pardo                     |                |
| 01-10-2002 | Feyenoord        | 0 - 0   | Dynamo Kiev      |                                  |                |
| 23-10-2002 | Dynamo Kiev      | 2 - 0   | Feyenoord        |                                  |                |
| 29-10-2002 | Juventus         | 2 - 0   | Feyenoord        |                                  |                |
| 13-11-2002 | Feyenoord        | 2 - 3   | Newcastle United | 1-2 64' Bombarda 2-2 70' Lurling |                |

Eindstand
| Team                  | Wed | W | G | V | Ptn | DV | DT | GD |
| --------------------- | --- | - | - | - | --- | -- | -- | -- |
| 1. Juventus +         | 6   | 4 | 1 | 1 | 13  | 12 | 3  | +9 |
| 2. Newcastle United + | 6   | 3 | 0 | 3 | 9   | 6  | 8  | −2 |
| 3. Dynamo Kiev ++     | 6   | 2 | 1 | 3 | 7   | 6  | 9  | −3 |
| 4. Feyenoord          | 6   | 1 | 2 | 3 | 5   | 4  | 8  | −4 |

| +  | Tweede groepsfase    |
| ++ | Derde ronde UEFA Cup |

## Selectie
| Nr.         | Positie | Speler                           |
| ----------- | ------- | -------------------------------- |
| Doel        |         |                                  |
| 1           | DM      | Edwin Zoetebier                  |
| 30          | DM      | Patrick Lodewijks                |
| 31          | DM      | Carlo l'Ami                      |
| 34          | DM      | Jesper Hogedoorn                 |
| Verdediging |         |                                  |
| 2           | V       | Christian Gyan                   |
| 3           | V       | Tomasz Rząsa                     |
| 4           | V       | Pieter Collen                    |
| 5           | V       | Ramon van Haaren                 |
| 8           | V       | Kees van Wonderen                |
| 17          | V/M     | Patrick Paauwe                   |
| 23          | V       | Brett Emerton                    |
| 24          | V       | Chong-Gug Song was M Leonardo II |
| 26          | V       | Gérard de Nooijer                |
| 27          | V       | Glenn Loovens                    |
| 28          | V       | Civard Sprockel                  |

| Nr.        | Positie | Speler                                |
| ---------- | ------- | ------------------------------------- |
| Middenveld |         |                                       |
| 6          | M       | Paul Bosvelt                          |
| 14         | M       | Shinji Ono                            |
| 19         | M       | Thomas Buffel                         |
| 20         | M       | Jorge Acuña was V Ferry de Haan       |
| Aanval     |         |                                       |
| 7          | A       | Bonaventure Kalou                     |
| 9          | A       | Pierre van Hooijdonk                  |
| 10         | A       | Anthony Lurling                       |
| 11         | M/A     | Leonardo I                            |
| 15         | A       | Mariano Bombarda was A Johan Elmander |
| 16         | A       | Ebi Smolarek                          |
| 22         | M/A     | Robin van Persie                      |
| 25         | A       | Sebastián Pardo                       |

* Het rugnummer 12 wordt niet uitgereikt en is voorbehouden aan Het Legioen, dat als 12e man wordt beschouwd.

## Topscorers
Legenda
- Doelpunt
- Waarvan Strafschoppen

Er wordt steeds de top 3 weergegeven van elke competitie.

### Holland Casino Eredivisie
| Plek | Speler               |    | Gescoord met penalty |
| ---- | -------------------- | -- | -------------------- |
| 1.   | Pierre van Hooijdonk | 28 | 6                    |
| 2.   | Thomas Buffel        | 18 | 0                    |
| 3.   | Bonaventure Kalou    | 10 | 0                    |

### Amstel Cup
| Plek | Speler            |   | Gescoord met penalty |
| ---- | ----------------- | - | -------------------- |
| 1.   | Robin van Persie  | 7 | 0                    |
| 2.   | Bonaventure Kalou | 2 | 0                    |
| 3.   | Paul Bosvelt      | 1 | 0                    |
| 3.   | Anthony Lurling   | 1 | 0                    |

### Europees

#### UEFA Super Cup
| Plek | Speler               |   | Gescoord met penalty |
| ---- | -------------------- | - | -------------------- |
| 1.   | Pierre van Hooijdonk | 1 | 0                    |

#### UEFA Champions League
| Plek | Speler               |   | Gescoord met penalty |
| ---- | -------------------- | - | -------------------- |
| 1.   | Shinji Ono           | 2 | 0                    |
| 2.   | Mariano Bombarda     | 1 | 0                    |
| 2.   | Thomas Buffel        | 1 | 0                    |
| 2.   | Pierre van Hooijdonk | 1 | 0                    |
| 2.   | Anthony Lurling      | 1 | 0                    |
| 2.   | Sebastián Pardo      | 1 | 0                    |

#### Europees Overall
| Plek | Speler               |   | Gescoord met penalty |
| ---- | -------------------- | - | -------------------- |
| 1.   | Pierre van Hooijdonk | 2 | 0                    |
| 1.   | Shinji Ono           | 2 | 0                    |
| 3.   | Mariano Bombarda     | 1 | 0                    |
| 3.   | Thomas Buffel        | 1 | 0                    |
| 3.   | Anthony Lurling      | 1 | 0                    |
| 3.   | Sebastián Pardo      | 1 | 0                    |

### Overall
| Plek | Speler               |    | Gescoord met penalty |
| ---- | -------------------- | -- | -------------------- |
| 1.   | Pierre van Hooijdonk | 30 | 6                    |
| 2.   | Thomas Buffel        | 19 | 0                    |
| 3.   | Robin van Persie     | 15 | 0                    |

Mannen
1954/55 · 1955/56 · 1956–1988 · 1988/89 · 1989/90 · 1990/91 · 1991/92 · 1992/93 · 1993/94 · 1994/95 · 1995/96 · 1996/97 · 1997/98 · 1998/99 · 1999/00 · 2000/01 · 2001/02 · 2002/03 · 2003/04 · 2004/05 · 2005/06 · 2006/07 · 2007/08 · 2008/09 · 2009/10 · 2010/11 · 2011/12 · 2012/13 · 2013/14 · 2014/15 · 2015/16 · 2016/17 · 2017/18 · 2018/19 · 2019/20 · 2020/21 · 2021/22 · 2022/23 · 2023/24 · 2024/25

Vrouwen
2021/22 · 2022/23 · 2023/24 · 2024/25
Ajax · 
AZ · 
Excelsior · 
De Graafschap · 
Feyenoord · 
FC Groningen · 
sc Heerenveen · 
NAC Breda · 
NEC · 
PSV · 
RBC · 
RKC · 
Roda JC · 
FC Twente · 
FC Utrecht · 
Vitesse · 
Willem II · 
FC Zwolle